# Kisy Nascimento
Kisy Cesário do Nascimento (São Paulo, 28 de janeiro de 2000) é uma voleibolista indoor brasileira, atuante na posição Oposto, canhota, com marca de alcance de 303 cm no ataque e 290 cm no bloqueio. Atuando pela Seleção Brasileira, conquistou a medalha de ouro na edição do Campeonato Sul-Americano Sub-20 de 2018 no Peru e é medalhista de prata no Campeonato Mundial de 2022 nos Países Baixos- Polônia. Em clubes sagrou-se campeã do Sul-Americano de Clubes de 2022 no Brasil.

## Carreira

### Clubes
Iniciou a carreira no São Cristóvão Saúde/São Caetano em 2013 e perdurou o vínculo até 2019. Na temporada 2020-21, se transferiu para o São Paulo/Barueri, equipe do técnico da seleção brasileira José Roberto Guimarães. 
Foi anunciada como nova contratada pelo Itambé/Minas na temporada 2021-22, vice-campeã do Campeonato Mineiro de 2021, vice-campeã da Supercopa Brasil de 2021, alcançando o vice-campeonato também na Copa Brasil de 2022, foi semifinalista do Campeonato Mundial de Clubes de 2021 em Ancara.
Na edição da Superliga Brasileira A 2021-22 assumiu a condição de titular na série final, sendo umas das responsáveis pela conquista do título, recebendo o troféu Viva Vôlei (MVP da final) e encerrando a temporada disputou o Campeonato Sul-Americano de Clubes de 2022 em Uberlândia e obteve a medalha de ouro sendo premiada como melhor oposto e melhor jogadora (MVP).
Em 21 de abril de 2024, após conquistar o Superliga Brasileira A 2023-24, foi escolhida como MVP.

### Seleção de Base
Foi convocado em 2018 para o Campeonato Sul-Americano Sub-20 sediado em Lima e sagrou-se medalhista de ouro e disputou o Campeonato Mundial da categoria, em 2019, destacando-se  sendo a quarta maior pontuadora do torneio, com 133 pontos (101 de ataque, 25 de bloqueio e 7 de saque), e a quarta melhor atacante da competição, com 47,64% de aproveitamento no fundamento e foi a terceira melhor bloqueadora do mundial.

### Seleção Principal
Em 17 de julho de 2022, Kisy tornou-se vice-campeã com Brasil após perder a final do Liga das Nações 2022
para a Itália por 3 sets a 0, em Ankara, na Turquia. As parciais da decisão foram ( 25-23, 25-22, 25-22).
Em 15 de outubro de 2022, Kisy tornou-se vice-campeã com Brasil após perder a final do Campeonato Mundial  2022 para a Sérvia por 3 sets a 0, em Apeldoorn, na Holanda. As parciais da decisão foram (26/24, 25/22 e 25/17).

### Clubes
| Clube                     | De        | A         |
| ------------------------- | --------- | --------- |
| São Cristóvão/São Caetano | 2013-2014 | 2018-2019 |
| São Paulo FC/Barueri      | 2018-2019 | 2020-2021 |
| Gerdau/Minas              | 2021-2022 | 2024-2025 |
| Lokomotiv Kaliningrad     | 2025-2026 | 2025-2026 |

## Títulos e resultados

### Clubes
- Campeonato Mundial de Clubes: 2021
- Superliga Brasileira A: 2021-22, 2023-24
- Superliga Brasileira A: 2022-23
- Supercopa Brasileiraː 2023
- Supercopa Brasileiraː 2021
- Copa Brasilː 2022,2024
- Copa Brasilː 2023
- Campeonato Mineiroː 2021,2023

### Seleção Brasileira
- Campeonato Mundial  2022
- Liga das Nações de Voleibol Feminino - 2022

## Premiações individuais
- MVP da Final da Superliga Brasileira de 2021/22
- Melhor Oposto do Campeonato Sul-Americano de Clubes de 2022
- MVP do Campeonato Sul-Americano de Clubes de 2022
- Melhor Oposto da Superliga Brasileira de 2022/23
- MVP da Superliga Brasileira de 2022/23
- Melhor Oposto do Campeonato Sul-Americano de Clubes de 2023
- Melhor Oposto da Superliga Brasileira de 2023/24
- MVP da da Superliga Brasileira de 2023/24